# ローフード

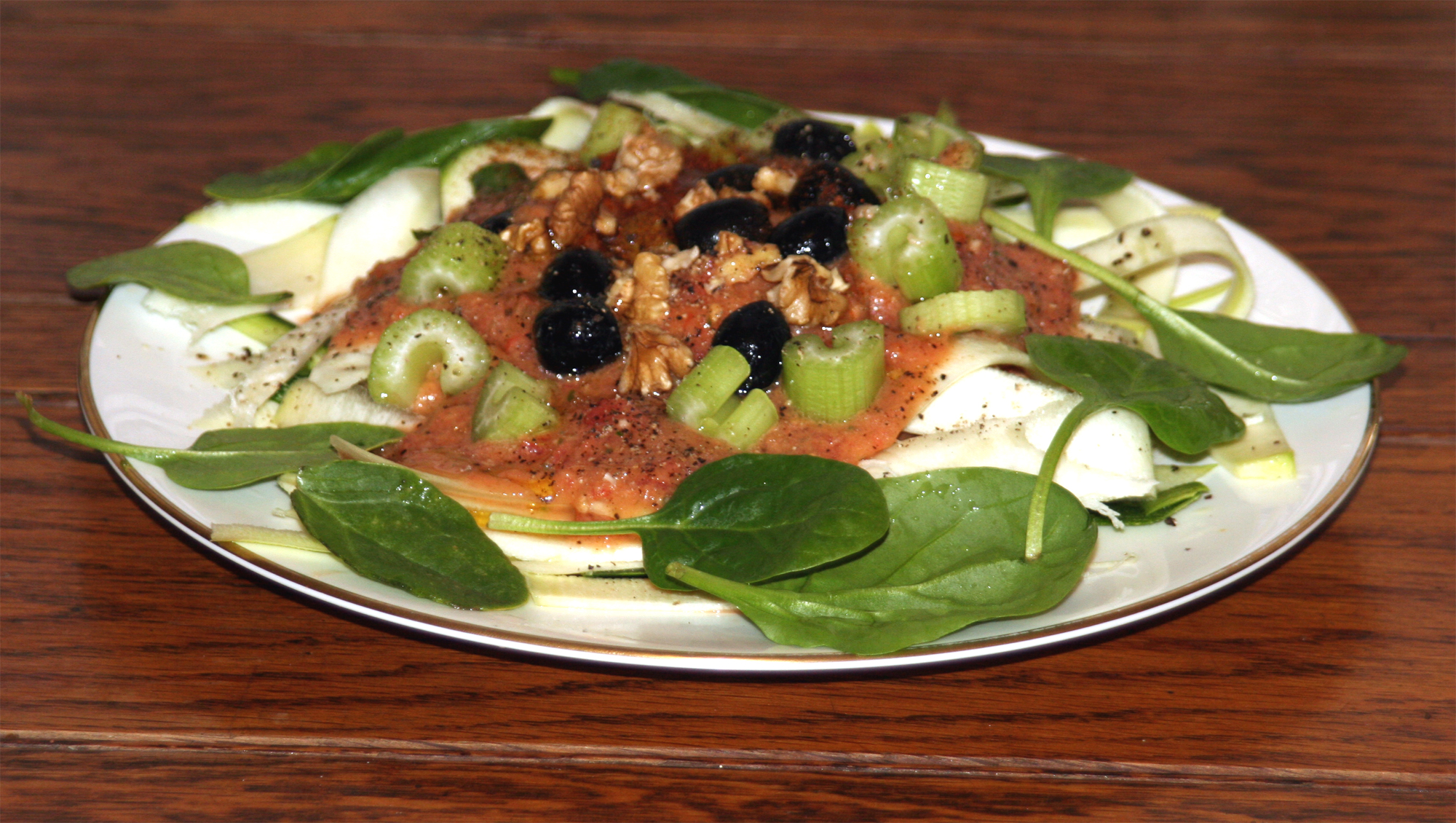
ローフードの一例。生のトマトソースをかけた生のズッキーニの「パスタ」とオリーブ、セロリ、ホウレンソウ

ローフード（英語: raw food）、生食（せいしょく）とは、酵素を含む食べ物を多く摂取すれば体に良い効果があると考え、加工されていない生の食材を用いた食品、あるいは食材を極力生で摂取する食生活（ローフーディズム）のことである。リビングフード（英語: living food）とも呼ばれる。ローフーディズムは植物性食品のみを食べるローヴィーガニズムと混同されることが多いが、ローフードの実践者の中には、生であれば動物の肉やその他の動物性食品を食べる者もいる。
しかし特殊な疾患の場合を除き、人間は必要な酵素をすべて自ら作り出している。ローフーディズムでは植物の生食も推奨されるが、植物に含まれる酵素は植物のためのものであり、これらの酵素は、植物の発芽、光合成、呼吸、分解などを助けるが、人体に対しては、消化を含むいかなる機能に対しても効果はない。また、ローフードで摂取が推奨されている食物の酵素で、胃酸をくぐり抜けて栄養素を吸収する腸まで達するのはほんの一部であり、これは最新の知見というわけではなく基本的な生物学の知識である。このように、酵素を含む食べ物の摂取が体に良いという考えは迷信であると指摘されている。医学専門家の研究では、ローフード食は体にさまざまな問題を起こすという研究結果もある。また、酵素を摂取する効能については実験や研究を経て根拠が示されておらず、科学者や医師に広く受け入れられているものではない。

## 概要

### 種類と食材
ローヴィーガニズム
最もポピュラーなローフード食生活の形態。動物製品の使用を行わない生活様式かつ生食の実践を行う。果物類、野菜全般、スプラウト、海藻類、発酵食品、ナッツや種子類、豆類、 発芽小麦などの穀物を食べる。ナッツミルク（アーモンドミルクなど）、ナッツバター（ピーナッツバターなど）、ドライフルーツ、味噌、生醤油、梅酢、イースト菌、オリーブ・オイル、海塩、香辛料、ココアパウダー、バニラエッセンス、メープルシロップなどもよく使われる。有機栽培や天然の食材にこだわり、化学添加物が含まれる食品、加熱殺菌処理された食品を摂らない人もいる。中には、フルーツのみを食べる者（ローフルータリアン）や、生食材を絞ったジュースだけを飲む者（ローリキッダリアン）もいる。ローヴィーガン食の実践者からは、体重の減少や、活力の増加、肌の状態の向上、全体的な体調の改善などがあったという声が聞かれる。しかし慎重に食生活を計画しないと、カルシウム、ビタミンD、ビタミンB12、鉄、亜鉛、タンパク質などが不足しがちになる。
ローベジタリアニズム
植物の生食を行う。果物、野菜、スプラウト、ナッツ、種、穀物、豆などを食べる。
ローアニマルフード・ダイエット
生で食べることができるものであれば、動物性、植物性を問わずに食べるが、 生の穀物や豆類は消化不良や毒性の問題があるため、たいていは含まれない。放し飼いや、動物にとって自然な飼料（牛肉なら牧草のみ）で育てられた動物の肉、養殖でない魚が好まれる。

### ローフード支持者の食生活
- スプラウトを活用する。植物の発芽したての状態であるスプラウトは食物酵素を非常に多く含む生食に適した食材であり、ローフードで欠かせない食材であると考えている。
- 発酵食品を活用する。発酵食品には、微生物由来の食物酵素が多く含まれる。ローフードの代表的な発酵食品は、小麦の発酵ドリンク「リューベラク（英語版）」やヨーロッパのキャベツの漬物「ザワークラウト」などである。
- 生のナッツや種子類を食べる。生のナッツや種子類には酵素の活動を阻止する酵素抑制物質が含まれるとし、一晩水に浸し、酵素抑制物質を除去して食べる[3]。
- ミキサー、フードプロセッサー、ジューサー、デハイドレーター（水分を蒸発させる乾燥機）といった器具をよく料理に使う。
- スーパーフードと通称される栄養価の高い、もしくは栄養価が高いといわれる食材を多く取り入れる。アサイー、パパイア、アボカド、リンゴ、バナナ、ブルーベリー、オレンジ、クロスグリ、スピルリナ、アロエ、ケール、カボチャ、ほうれん草、ブロッコリー、トマト、緑茶、クルミ、エンバクなどがある。サプリメントの摂取を推奨する人もいる。クコの実（ゴジベリー）、マカの根や、ヘンププロテインなどがサプリメントとしてよく使われる。

## 研究結果
肥満者がローフード食を半年ほど実践し、血圧と肥満に改善が見られた。長期間のローフード実践者の血中ビタミンA濃度は正常であった。

## 問題点
- 生の肉や魚介類にはO-111やO-157などの腸管出血性大腸菌からもたらされた食中毒の危険性がある。鱈・秋刀魚・鮭・スルメイカ等のアニサキス、蟹の肺臓ジストマ、鯉・鮒・タナゴの肝臓ジストマ、鮎の横川吸虫などの寄生虫に注意すべきとされる[6]。生野菜やフルーツも危険な微生物に汚染されている可能性があり、注意が必要である。ただし市販の刺身のように、適切な温度と時間で冷凍されていれば寄生虫類は死滅する（細菌やウイルスは生存する）。
- 加熱調理することで、効果や吸収力が増加するビタミンや抗酸化物質もある。
- ローフード実践者を対象に行った調査では、45歳以下の女性のうち30%が無月経症状を起こしがちであることが判った。その数字は、長期間に及ぶ厳格なローフード実践者ほど顕著であった。長期的に継続することは薦められない[7]。
- オランダでは、ティーンエイジャーの息子をローヴィーガニズムで育てている母親が、児童福祉審議会から『年齢の割に身長が低いなど、成長に必要な栄養が足りていない。母親の行為は虐待である。』と裁判になった例がある。医師の診断も『たんぱく質とカルシウムが欠如している』というものであった[8]。

## 註
1. ↑  『生食及び生食療法』生食研究会、1942年、14-15頁および37頁。
2. ↑  酵素は体にいい？　酸性食品は悪い？　消化に関する6つの迷信 Beth Skwarecki  2015年7月14日 ライフハッカー
3. ↑  酵素ダイエットとローフード. アンチエイジング事典. 2006年.
4. ↑  "Effects of a raw food diet on hypertension and obesity" South Med J 78(7), 1985 Jul, pp841-4. PMID 4012382
5. ↑  Garcia AL et al. "Long-term strict raw food diet is associated with favourable plasma beta-carotene and low plasma lycopene concentrations in Germans" PMID 18028575
6. ↑   落合敏監修 『食べ物と健康おもしろ雑学』 p.112 梧桐書院 1991年
7. ↑  “Consequences of a Long-Term Raw Food Diet on Body Weight and Menstruation: Results of a Questionnaire Survey”.   Content.karger.com. 2008年11月7日閲覧。
8. ↑  “わが子を“生食（ローフード）”で育てたい 〜ある母子の選択〜｜BS世界のドキュメンタリー｜NHK BS1”.  日本放送協会. 2013年10月23日閲覧。その後のサイトリニューアルにより、当該ページは右記のリンク先へ移されている。https://www6.nhk.or.jp/wdoc/backnumber/detail/?pid=131023